# Осада Тулы (1607)
Осада Тулы 1607 года — заключительный эпизод восстания Болотникова. Осада города войсками Василия Шуйского продолжалась четыре месяца и окончилась его взятием и пленением основных предводителей восстания.

## Предыстория
Отбив царские войска от Калуги, силы Болотникова потерпели в битве на Восьме крупное поражение. Было потеряно около 20 тысяч воинов, и повстанцы отступили к Туле. Шуйский послал за Болотниковым несколько полков во главе с Михаилом Скопиным-Шуйским. Используя имевшиеся на западных подступах к Туле засечные укрепления, Болотников дал сражение на речке Вороньей, но не смог удержать этот стратегический рубеж и заперся в Туле, которая попала в осаду.

## Ход осады
30 июня (10 июля) к Туле подошёл и сам Василий Шуйский с основным войском. Осадные орудия начали обстреливать город с обоих берегов. По разным данным современников, в том числе не поддающимся проверке, войско Шуйского насчитывало от ста до ста пятидесяти тысяч человек, тогда как Болотников имел, согласно оценкам современников, примерно 20 тысяч воинов. Историк Руслан Скрынников соглашается с данными о численности гарнизона Тулы, однако считает названные в первоисточниках силы царской армии под Тулой чересчур завышенными. По его словам, она насчитывала лишь 30—40 тысяч человек. Меньшая численность войска Болотникова по сравнению с осаждавшими Тулу войсками Шуйского компенсировалась наличием мощных тульских укреплений, а также в ещё большей степени — высокими боевыми качествами войск восставших.
На раннем этапе осады защитники города совершали вылазки и мужественно оборонялись. Все попытки царских воевод взять город штурмом оказывались неудачными. Тогда царские войска по идее муромского сына боярского Ивана Кровкова перекрыли плотиной реку Упу ниже города, и Тула оказалась затопленной. Были испорчены многие боеприпасы, а также хлебные и соляные запасы, хранившиеся в погребах. Вскоре в Туле начался страшный голод, который обострил внутренние противоречия среди повстанцев.
По сообщению Конрада Буссова, Болотников на протяжении осады не раз посылал гонцов к Михаилу Молчанову и Григорию Шаховскому, однако безрезультатно. Василий Шуйский, в свою очередь, начал опасаться, что к городу подойдёт новый самозванец — Лжедмитрий II, который уже успел захватить Северщину, Брянщину и Верховскую землю. Болотникову были предложены переговоры об условиях капитуляции города. Шуйский обещал сохранить свободу руководителям и участникам восстания. Достигнутое соглашение было скреплено торжественной клятвой, и 10 (20) октября 1607 года Тула открыла царскому войску свои ворота.

## Последствия
В нарушение соглашения Болотников и «царевич Пётр» были схвачены. Шуйский поспешил объявить, что прощение распространяется лишь на рядовых «тульских сидельцев», а не на предводителей восстания. Болотников и Лжепётр были доставлены в Москву в оковах. Последний был повешен под Даниловым монастырём, а расправа над Болотниковым свершилась несколькими месяцами позже, в Каргополе, где он был сначала ослеплён, а затем утоплен. Телятевский был отпущен на свободу, а оказавшийся в Туле Григорий Шаховской был отправлен в ссылку.
Падение Тулы остановило продвижение войска Лжедмитрия II, который развернулся и начал осаждать Брянск.